# Reinhold Münzenberg
Pour les articles homonymes, voir Münzenberg (homonymie).
Reinhold Münzenberg (né le 25 janvier 1909 et mort le 25 juin 1986 à Aix-la-Chapelle en Allemagne) fut un joueur international de football allemand, qui évoluait au poste de défenseur central ou latéral.

## Biographie
Münzenberg joue presque durant toute sa carrière au Alemannia Aix-la-Chapelle (1927-1951), excepté 1943 et 1944 quand il est parti au Luftwaffen-SV Hambourg. Avec cette équipe militaire, il est finaliste de la Coupe (Tschammer-Pokal) en 1943 et vice-champion d'Allemagne en 1944.
Il joue 41 matchs pour aucun but avec l'équipe d'Allemagne, est sélectionné pour participer à la coupe du monde 1934 en Italie (il est notamment au marquage du légendaire buteur tchèque Josef Bican) et à la coupe du monde 1938 en France. Il fait également partie du Onze de Breslau qui bat le Danemark 8-0 à Breslau en 1937 et qui gagne dix matchs sur onze durant cette période. En 1931, Münzenberg est « décisif » lors du premier match entre la France et l'Allemagne à Colombes (1-0) avec un but contre son camp.
Münzenberg est considéré comme l'un des plus puissants et athlétiques défenseurs allemands des années 1930. Fort physiquement, il était également très bon de la tête.
Après sa retraite, il devient architecte. De 1974 à 1976, il est président de l'Alemannia Aix-la-Chapelle. Il meurt en 1986, quelques heures après avoir regardé la victoire des Allemands sur l'équipe de France 2-0 à la coupe du monde de football 1986.